# Aparasphenodon brunoi
Aparasphenodon brunoi е вид жаба от семейство Дървесници (Hylidae). Видът е незастрашен от изчезване.

## Разпространение
Разпространен е в Бразилия.

## Описание
Популацията на вида е намаляваща.